# Könscell
Könscellerna eller gameter är haploida celler som tillverkas för att skapa en ny individ, en komplett befruktad zygot. Den manliga könscellen kallas spermie eller sädescell, och den kvinnliga äggcell eller bara ägg. Eftersom människans gameter är morfologiskt tydligt åtskilda bildar människor heterogameter.
För sexuella, könliga, fortplantningen krävs att en särskild könscell, från den honliga respektive den hanliga individen sammanförs och sammansmälter. Människans könsceller är kvinnans äggceller och mannens sädesceller, som var för sig bär nästan exakt hälften av de gener den nya individen behöver.

## Könsceller hos människan
Medan kroppens alla övriga celler delar sig till nya celler med en full uppsättning om 46 kromosomer, delar sig könscellerna före mognandet först till sin egen kopia och därefter till celler med endast 23 kromosomer. Dessa haploida celler utvecklas utseendemässigt och funktionellt vidare till fullt mogna gameter.
Det mesta som står nedan gäller även för andra däggdjur och många andra djur, med undantag för kromosomantalet, som varierar mellan arter.

### Äggceller

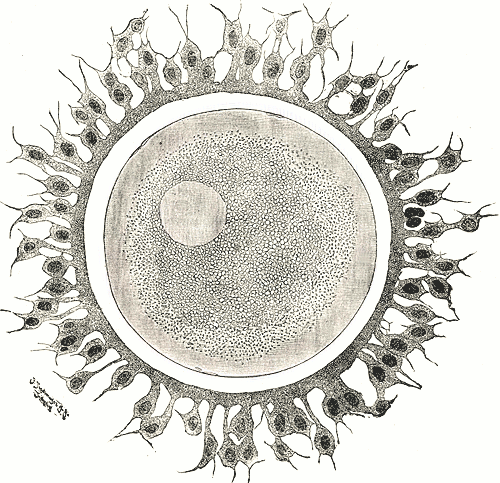
Äggcell

Hos kvinnan finns alla ägganlagen vid födelsen, och under hennes fertila fas i livet mognar en äggcell varje månad. Endast en av de bägge äggcellerna, med 23 kromosomer i vardera, går vidare till full mognad och beredskap för befruktning genom sammansmältning med en manlig sädescell. Äggcellen innehåller förutom 22 autosomala, kroppsliga, kromosomer för den nya individen en könskromosom som behövs för att barnet ska fungera normalt. Dessutom har äggcellen ett antal organeller av samma slag som i celler i allmänhet, bland annat mitokondrier som är viktiga för cellers ämnes- och energiomsättning. I mitokondrier finns en särskild typ av DNA, som alltså överförs från modern till barnet. Detta är en specifikt maternell arvsgång, eftersom inget mitokondriellt DNA överförs från de utseendemässigt kraftigt förändrade spermierna (se nedan). Äggcellen är så pass stor att den kan ses med blotta ögat, och kärnan som innehåller kromosomerna är ungefär halva sädescellens storlek.

### Spermier
Hos mannen börjar sädesceller att produceras i testiklarna under puberteten.  Detta pågår kontinuerligt under mannens hela liv, även om antalet producerade könsceller minskar med tilltagande ålder. Sädescellerna mognar och utvecklas i bitestiklarna innan de är dugliga för att befrukta en äggcell. Sädescellen innehåller liksom äggcellen 22 autosomala kromosomer och en könskromosom. Den sistnämnda är antingen en X-kromosom, som ett arv efter mannens mor, eller en Y-kromosom som arv efter mannens far. Vid delningen till 23-kromosomstadiet går vardera könskromosom till den nya könscellen. Varje sädescell innehåller alltså antingen en X-kromosom eller en Y-kromosom. Närvaro av en Y-kromosom är ett krav för att den nya individen ska utvecklas till pojke (XY). Om sädescellen som deltar vid befruktningen har en X-kromosom blir barnet en flicka (XX). Sädescellens mitokondrier är belägna i det mellanstycke som förbinder spermiens svans med huvudet. Vid befruktning tappar spermien både detta mellanstycke och svansen. Anlagen i mitokondrie-apparaten ärvs härmed helt på mödernet och är identiskt med moderns anlag och är stabilt över många generationer. Sädescellen är ungefär 0,05 millimeter lång.

### Komplikationer
Om könscellerna vid befruktning sammansmält felaktigt så kan en könskromosom saknas. Om ett helt X finns (från sädes- eller äggcellen) utvecklas barnet till en flicka, men med avsaknad av utvecklade könsorgan. Detta tillstånd kallas X0 eller Turners syndrom. Om det befruktade ägget har en hel X-kromosom och delar av en X-kromosom från den andra könscellen kallas tillståndet för X0 mosaik eller Turner mosaiksyndrom, och individen är kvinna med mer utvecklade könsorgan än vid den rena X0-formen. Bägge dessa kategorier flickor utvecklar med hjälp av P-piller sekundära könskarakteristika som bröst och kvinnlig behåring i pubertetsåldern.
Om den befruktade cellen bara innehåller en Y-kromosom utvecklas inget embryo eller foster. Y0-kombinationen är inte förenlig med liv. Ibland kan man vid druvbörd finna Y0-celler i blåsmassan som bildats vid befruktning av en X-tom äggcell. 
Övriga på könscellsnivå kända felkombinationer är XYYY, XXY m.fl. vilka alla är förenliga med överlevnad och bra liv, om än med större eller mindre effekter i de enskilda fallen på primär och sekundära könskaraktären. De flesta av de felaktiga kombinationerna leder troligen inte till något lidande hos den enskilde och därmed inte heller till någon medicinsk utredning och någon diagnos.